# Escatrón
Escatrón è un comune spagnolo di 1 111 abitanti situato nella comunità autonoma dell'Aragona.
Nelle immediate vicinanze dell'area urbana si può ammirare il celebre Monasterio de Rueda, del XIII secolo con la sua bella chiesa conventuale in stile gotico. Il chiostro del monastero presenta invece un affascinante connubio fra elementi architettonici tipicamente romanici con altri di derivazione gotica.